# استبان آندرادا

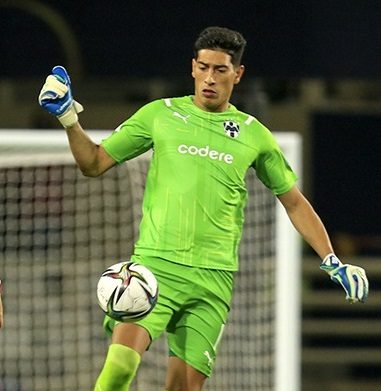
استبان آندرادا

استبان آندرادا (انگلیسی: Esteban Andrada؛ زادهٔ ۲۶ ژانویهٔ ۱۹۹۱) بازیکن فوتبال اهل آرژانتین است.
از باشگاه‌هایی که در آن بازی کرده‌است می‌توان به باشگاه فوتبال لانوس و باشگاه فوتبال آرسنال ساراندی اشاره کرد.
وی همچنین در تیم ملی فوتبال آرژانتین بازی کرده‌است.